# Pachyserica horishana
Pachyserica horishana är en skalbaggsart som beskrevs av Niijima och Sôichirô Kinoshita 1927. Pachyserica horishana ingår i släktet Pachyserica och familjen Melolonthidae. Inga underarter finns listade i Catalogue of Life.